# ولسوالی گلستان

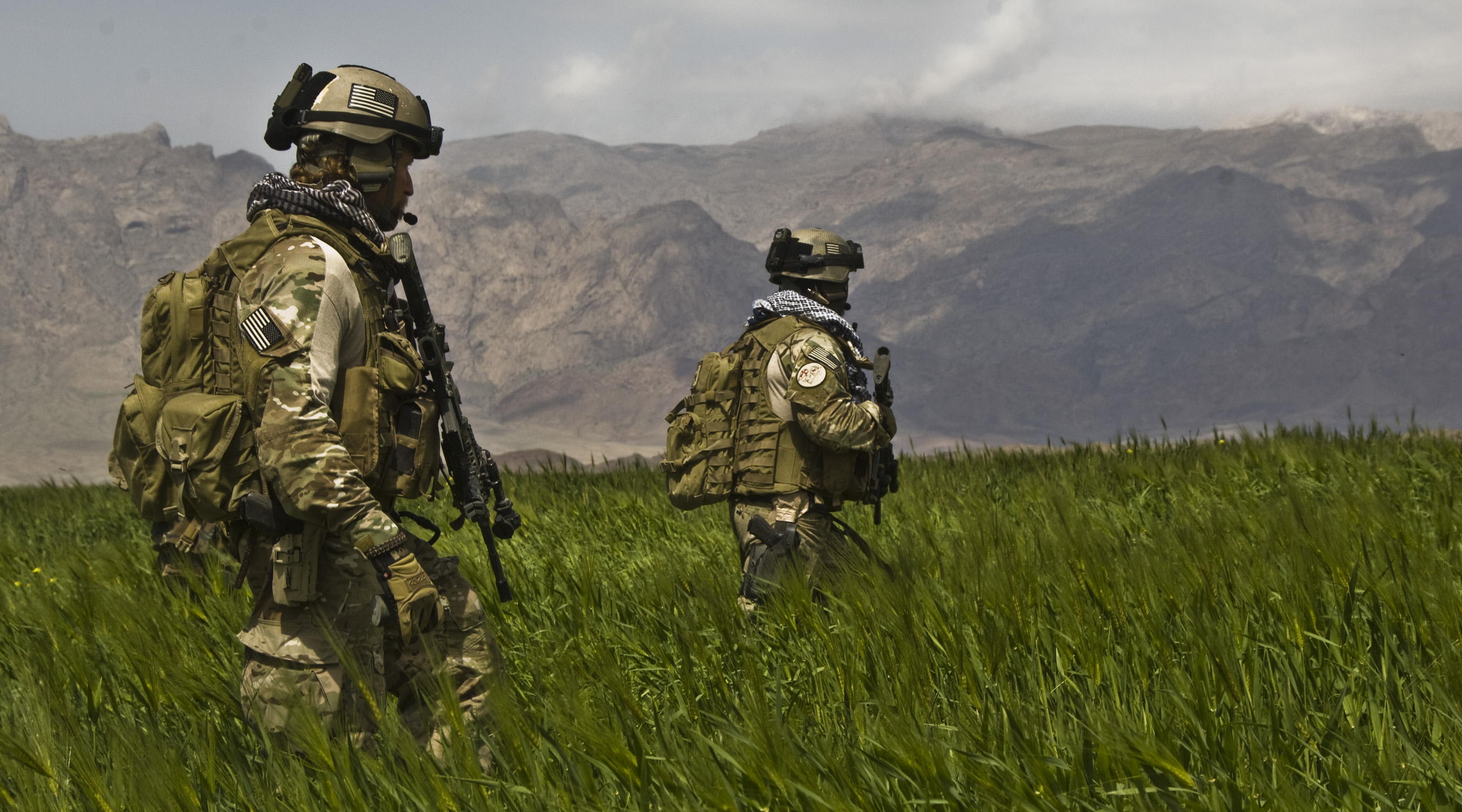
نیروهای آمریکایی در ولسوالی گلستان

ولسوالی گلستان از ولسوالی‌های ولایت فراه  در کشور افغانستان است. بیشتر باشندگان آن را پشتون ها تشکیل میدهند.
این ولسوالی در ۲۴۰ کیلومتری شرق فراه موقعیت دارد و از ۲۱۹ قریه تشکیل گردیده‌است. نفوس این ولسوالی تقریبا ۵۵ درصد پشتون و ۴۵ درصد تاجیک هستند که در اکتبر ۲۰۰۴ حدود ۵۳۷۸۰ نفر برآورد شده بود.